# Alvísmál
Alvísmál eller Alvíssmál (Alvis' tale) et et digt i den Ældre Edda, der beskriver, hvordan guden Thor narrer dværgen Alvis, der ønsker at gifte sig med hans datter. Digtet er sandsynligvis fra 1100-tallet, og er skrevet sent i forhold til mange af de andre i den Ælde Edda, idet Thor fremstår som klog.